# (547) Praxedis
(547) Praxedis es un asteroide perteneciente al cinturón de asteroides descubierto el 14 de octubre de 1904 por Paul Götz desde el observatorio de Heidelberg-Königstuhl, Alemania.
Está nombrado por Praxedis, un personaje de la novela Ekkehard del escritor alemán Victor von Scheffel (1826-1886).